# L'Électeur libre
L'Électeur libre, intitulé L'Électeur jusqu'au 18 mars 1869, est un journal hebdomadaire puis quotidien républicain français publié entre 1868 et 1871.

## Histoire
Fondé en vue des élections législatives de 1869, L'Électeur a pour but de porter la voix de l'opposition républicaine au Second Empire jusqu'au sein des campagnes, où ses rédacteurs comptent apporter la contradiction au Moniteur des communes, organe officiel du régime bonapartiste.
Hebdomadaire de la bourgeoisie républicaine, L'Électeur est dirigé par un comité composé des députés Jules Favre, Jacques-Louis Hénon et Ernest Picard. Son premier numéro, daté du 25 juin 1868, contient notamment un article de Jules Ferry contre la candidature officielle qui fait aussitôt l'objet de poursuites à l'encontre de son auteur et du gérant du journal, Eugène André-Pasquet.
Le 25 mars 1869, à la suite du départ d'André-Pasquet, L'Électeur devient L'Électeur libre et entame une nouvelle numérotation.

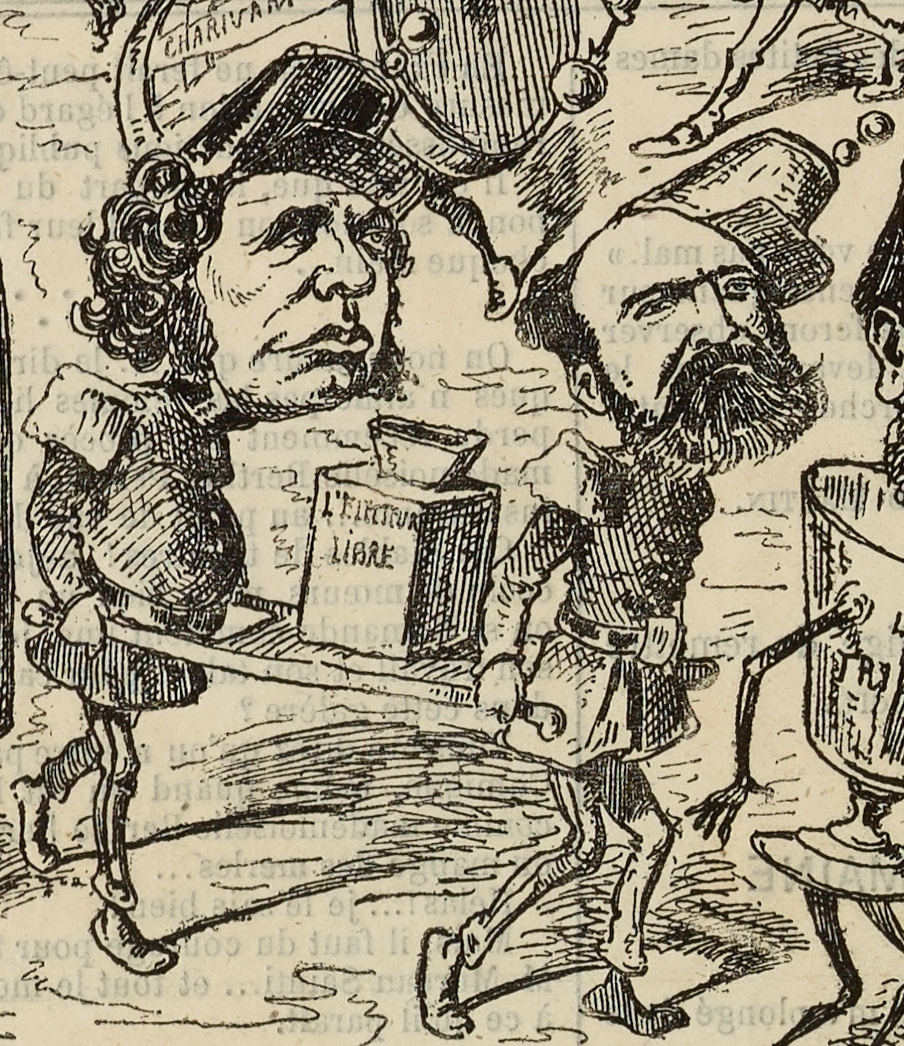
Ernest et Arthur Picard portant L'Électeur libre (détail d'une caricature d'Achille Lemot pour Le Monde pour rire du 29 janvier 1870).

Le 14 avril 1870, Arthur Picard, frère d'Ernest, apparaît dans l'ours du journal comme rédacteur en chef.
Au début du mois de juin 1870, l'hebdomadaire devient l'organe du groupe parlementaire de la Gauche constitutionnelle qu'Ernest Picard vient de fonder.
Le 26 août 1870, L'Électeur libre est transformé en un quotidien à deux éditions, avec Ernest Picard pour directeur politique et Albert-Édouard Portalis pour rédacteur en chef et bailleur de fonds.
Devenu ministre des Finances après la chute du Second Empire, Ernest Picard finit par délaisser la direction du journal au profit de son frère Arthur. En désaccord avec ce dernier, Portalis et une partie de la rédaction partent fonder La Vérité au début du mois d'octobre 1870.
Censuré par la Commune de Paris le 1er avril 1871, L'Électeur libre cesse sa publication.

## Collaborateurs notables
- Eugène André-Pasquet
- Camille Cartillier
- Ludovic Drapeyron
- Jules Ferry
- Alfred Gaulier
- Julien Girard de Rialle
- Louis Herbette
- Édouard Laferrière
- Georges Pallain
- Arthur Picard
- Ernest Picard
- Hippolyte Rousseau
- Ernest Séligmann